# Octave Dusevel
Octave Dusevel est un homme politique français né le 5 octobre 1840 à Doullens (Somme) et décédé le 2 février 1894 à Paris. 

## Biographie
Adjoint au maire de Doullens, conseiller d'arrondissement et président du conseil d'arrondissement, il est ensuite conseiller général du canton de Doullens. Il est député républicains de la Somme de 1893 à 1894. Il est le père d’Étienne Dusevel, député de la Somme.

## Sources
- « Octave Dusevel », dans le Dictionnaire des parlementaires français (1889-1940), sous la direction de Jean Jolly, PUF, 1960 [détail de l’édition]